# Wilhelm Heinroth
Friedrich Heinrich Wilhelm Heinroth (* 19. September 1842 in Limmer; † 28. Oktober 1925 in Berlin) war ein deutscher Richter und Mitglied des Preußischen Herrenhauses.

## Leben
Nach dem Besuch der humanistischen Gymnasien in Lüneburg und Celle studierte Wilhelm Heinroth Rechtswissenschaft an der Universität Göttingen sowie ein Semester an der Universität München. 1861 wurde er Mitglied des Corps Friso-Luneburgia Göttingen. Er war ein einfach ausgezeichneter Consenior und dreifach ausgezeichneter Senior. Er focht 32 Mensuren und erlangte als Fechter wegen seiner vielgefürchteten Tiefquart, mit der er fast regelmäßig abstach, Berühmtheit. Eine kolorierte Lithographie aus dem Jahr 1862 zeigt ihn bei einer Mensur mit Friedrich Bacmeister.
Nach dem Studium wurde Heinroth 1865 Auditor im hannoverschen Staatsdienst. 1869 wurde er Assessor bei der Kronanwaltschaft in Osnabrück. 1870 wechselte er zum Amtsgericht Blumenthal, wo er 1873 zum Amtsrichter ernannt wurde. 1874 wechselte er als Obergerichtsassessor nach Osnabrück, wo er 1879 zum Landrichter ernannt wurde. Er wurde Landgerichtsdirektor am Landgericht Hagen (1887) und am Landgericht Hannover (1892). Im Oktober 1893 leitete er den Hannoverschen Spieler- und Wucherprozeß, der das Sprungbrett seiner späteren juristischen Laufbahn wurde. 1894 wurde er zum Präsidenten des Landgerichts Göttingen und 1905 zum Präsidenten des Oberlandesgerichts Celle berufen. Als Präsident des Landgerichts Göttingen erwarb er sich besondere Verdienste bei der Einführung des Bürgerlichen Gesetzbuches.
Im November 1909 wurde Heinroth Präsident des Kammergerichts in Berlin, der erste Präsident der neueren Zeit, der seine juristische Laufbahn außerhalb des preußischen Justizdienst begonnen hatte. Zudem war er Vorsitzender des Disziplinarhofs für die Schutzgebiete. Am 25. Oktober 1918 präsidierte er der letzten Sitzung des Geheimen Justizrates. Am 6. Dezember 1919 wurde er auf die Weimarer Verfassung vereidigt. Im Anschluss an seine Vereidigung nahm er am selben Tag die Vereidigung aller Richter des Kammergerichts auf die neue Verfassung des Deutschen Reiches vor. Am 1. April 1921 wurde er als erste Person nach dem neuen Gesetz über die Altersgrenze in den Ruhestand versetzt.
Heinroth galt als glänzender Verhandlungsführer. Er zeichnete sich durch großes menschliches Wohlwollen und Verständnis aus und setzte sich für seine Mitarbeiter und den juristischen Nachwuchs ein. Mit seiner zweiten Ehefrau bildete er den gesellschaftlichen Mittelpunkt des Kammergerichts.
Die Krone Preußen ernannte Heinroth 1910 zum Kronsyndikus. In dieser Funktion saß er von 1910 bis 1918 im Preußischen Herrenhaus. Max Liebermann porträtierte ihn 1914 im Auftrag des Kammergerichts. Seit 1913 war er Mitglied der Gesetzlosen Gesellschaft zu Berlin.
Wilhelm Heinroth starb 1925 im Alter von 83 Jahren in Berlin und wurde auf dem Alten Zwölf-Apostel-Kirchhof in Schöneberg beigesetzt. Das Grab ist nicht erhalten.

Bilder zu Wilhelm Heinroth
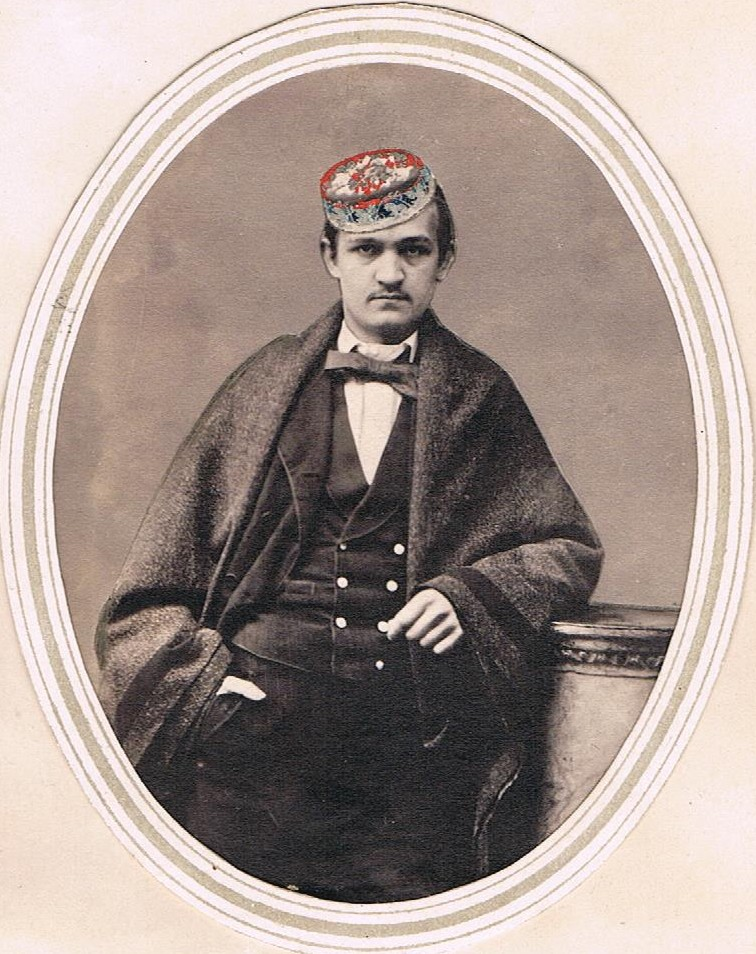
Wilhelm Heinroth als Chargierter der Friso-Luneburgia
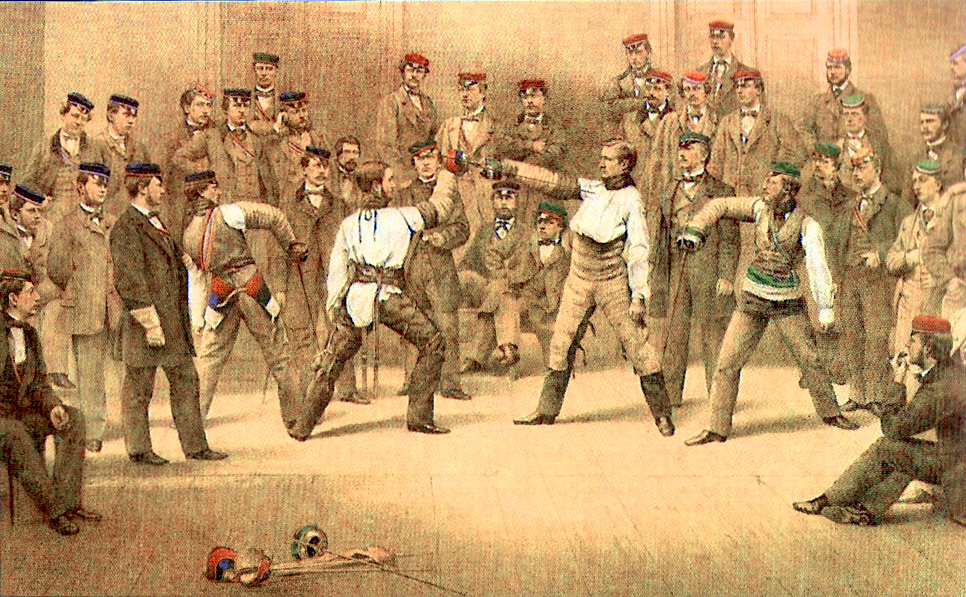
Kolorierte Lithographie einer Göttinger Mensur: Wilhelm Heinroth (links) c/a. Friedrich Bacmeister (1862)
Amtsrichter Wilhelm Heinroth 1874 mit seiner ersten Ehefrau Adeline geb. Brunkhorst
Adeline Heinroth geb. Brunkhorst, 1887
Adeline Heinroth geb. Brunkhorst mit ihren Söhnen August und Hans um 1880
Wilhelm Heinroth als Präsident des Landgerichts Göttingen mit seiner zweiten Ehefrau Elisabeth geb. Rindfleisch im Frühjahr 1896
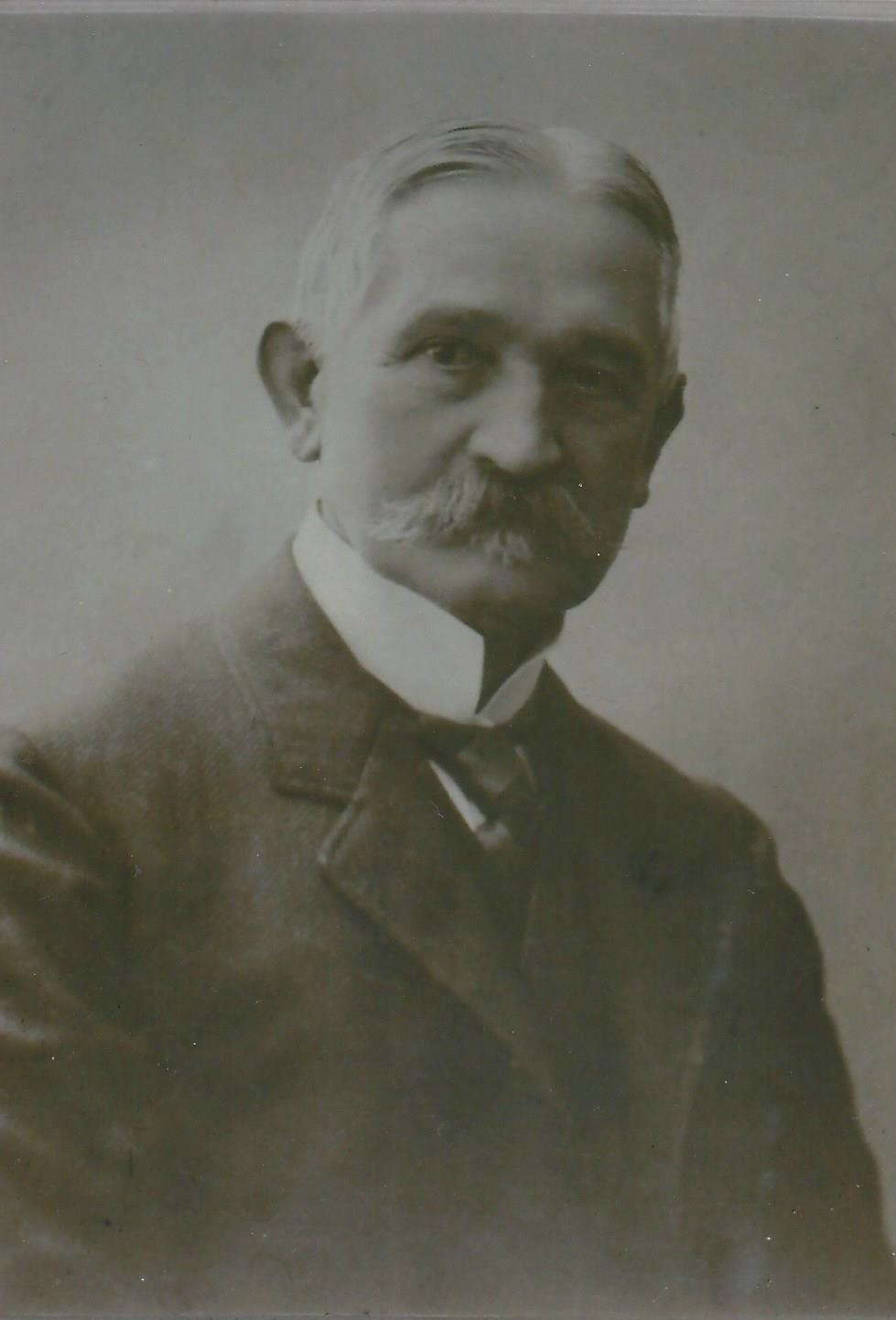
Wilhelm Heinroth als Präsident des Oberlandesgerichts Celle
Wilhelm Heinroth als Kammergerichtspräsident um 1910
Glückwunschurkunde der Rechtsanwälte des Kammergerichts zum 50-jährigen Dienstjubiläum von Wilhelm Heinroth, Blatt 1
Glückwunschurkunde der Rechtsanwälte des Kammergerichts zum 50-jährigen Dienstjubiläum von Wilhelm Heinroth, Blatt 2

## Familie
Wilhelm Heinroths Eltern waren Johann Heinrich Jacob Heinroth (1807–1850), Pastor in Limmer, und Wilhelmine Catharine Dorothee Heinroth geb. Dierks (1820–1845). Der Göttinger Musikdirektor Johann August Günther Heinroth war sein Großvater.
In erster Ehe heiratete er 1874 Adeline Christine Brunkhorst (1848–1889), Tochter des Justizrats Jürgen Peter Brunkhorst (1811–1886), Angehöriger des Corps Bremensia, und der Adelheid Katharina Brunkhorst geb. Schriefer (1808–1858).
In zweiter Ehe heiratete er 1896 die Schriftstellerin Elisabeth Rindfleisch, die unter dem Pseudonym Klaus Rittland schrieb.
Zwei seiner vier Söhne, je einer aus beiden Ehen, wurden ebenfalls Juristen. Sein älterer Sohn aus erster Ehe August Heinroth studierte an der Universität München, der Universität Göttingen und der Universität Berlin. Er wurde 1894 Mitglied des Corps Bremensia. Er war Beigeordneter in Gelsenkirchen und später Rechtsanwalt und Notar in Berlin-Zehlendorf, wo er in der Goethestr. 46 seine Kanzlei hatte, und auf Sylt. Sein älterer Sohn aus zweiter Ehe Wilhelm Heinroth († 1938) studierte an der Universität München und wurde 1915 Mitglied des Corps Brunsviga München. Er wurde Amts- und Landrichter in Berlin.
Der Ornithologe Oskar Heinroth war ein Vetter von Wilhelm Heinroth.

## Ehrungen
- Roter Adlerorden 4. Klasse mit Krone (für die Führung des Spieler- und Wucherprozesses 1893)[13]
- Exzellenz (Titel), 1913[14]
- Ehrenmitglied des Corps Friso-Luneburgia.[15] Die Ernennung erfolgte am 16. Juli 1920 wegen seiner Verdienste um die Rekonstitution des Corps an der Universität zu Köln.[16]
- Ehrendoktor der Universität Göttingen, 1911[13]
- Geheimer Oberjustizrat, 1902
- Wirklicher Geheimer Rat, 1913[14][17]